# Адиге-Хабльський район
Адиге-Хабльський район (абаз. Адыгьа-ХӀабльа район, кабард. Адыгэ-Хьэблэ къедзыгъуэ
, ног. Адыге-хабльдын району
, карач.-балк. Адыге-Хабль район) - адміністративний район у складі Карачаєво-Черкеської Республіки.
Адміністративний центр - аул Адиге-Хабль.

## Географія
Площа району - 531 км².

## Історія
В 1947 році існував Ікон-Халкський район.
В 1957 році Ікон-Халкській район був перейменований в Адиге-Хабльський.
У 2007 році зі складу Адиге-Хабльського був виділений Ногайський район.

## Населення
Населення - 15 887 осіб.
Національний склад
До створення Ногайського району на тодішній території Адиге-Хабльського району проживали в основному ногайці (40,9%), а також черкеси (18,9%), росіяни (14,6% ), абазини (13,2%), карачаївці (3,9%), греки (1,3%), українці (0,5%), осетини (0, 1%) .
Після 2007 року національна палітра Адиге-Хабльського району змінилася:
| Народ               | Чисельність в 2010 у, чоловік | Частка в населенні району, % |
| ------------------- | ----------------------------- | ---------------------------- |
| Черкеси             | 6323                          | 39,36                        |
| Абазинці            | 4827                          | 30,05                        |
| Росіяни             | 1602                          | 9,97                         |
| Карачаївці          | 989                           | 6,16                         |
| Ногаї               | 738                           | 4,59                         |
| Турки               | 431                           | 2,68                         |
| Греки               | 421                           | 2,62                         |
| Татари              | 159                           | 0,99                         |
| Інші національності | 574                           | 3,57                         |